# Salamandre (animal légendaire)
Pour les articles homonymes, voir Salamandre.

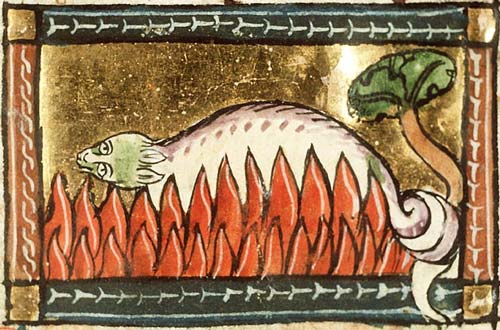
Une salamandre. Illustration du XIVe siècle.

La salamandre,  baffie ou lebraude[réf. souhaitée] est un reptile légendaire, à ne pas confondre avec l'amphibien réel, qui a la forme d'un lézard et dont le dos est couvert de taches jaunes et noires (du point de vue de la zoologie, la salamandre n'est pas un lézard, mais un amphibien ou batracien).  
La salamandre des Anciens était réputée vivre dans le feu et s'y baigner, et ne mourir que lorsque celui-ci s'éteignait. Mentionnée pour la première fois par Aristote, elle est décrite comme un animal extrêmement venimeux, capable d'empoisonner l'eau des puits et les fruits des arbres par sa seule présence  (Pline l'Ancien, Histoire naturelle, 29, 23). Elle devint une créature importante des bestiaires médiévaux, ainsi qu'un symbole alchimique et héraldique auquel une profonde symbolique est attachée. Paracelse en faisait l'esprit élémentaire du feu, sous l'apparence d'une jeune femme vivant dans les brasiers.

## Mentions

### Pline l'Ancien
La légende de la salamandre, du nom d'un triton cité par Aristote et Théophraste, apparaît pour la première fois chez Pline l'Ancien au livre X de son Histoire naturelle : « la salamandre est si froide qu'elle éteint  le feu lorsqu'elle le touche » ;  au livre XXIX, il s'étonne de cette propriété  : si l'animal avait réellement cette vertu, il serait utilisé pour éteindre les incendies.
Pline mentionne un autre animal au livre XI, la pyrallis, sorte de reptile ailé et quadrupède qui vit dans le feu des forges de Chypre. Si elle en émerge et vole sur une courte distance, elle tombe morte car elle ne peut vivre que dans le feu. D'après Jorge Luis Borges, la symbolique de cet animal oublié des bestiaires aurait été englobée dans celle de la salamandre.

### Saint Augustin
Le philosophe et théologien Saint Augustin a repris la symbolique de la salamandre dans La cité de Dieu, au chapitre intitulé Si les corps peuvent être éternels dans le feu :

« Pourquoi devrais-je démontrer sinon pour convaincre les incrédules qu'il est non seulement possible que les corps humains, animés et vivants ne se défassent jamais et ne se dissolvent pas avec la mort, mais encore durent dans les tourments du feu éternel ? Car il ne leur plait pas que nous attribuions ce prodige à l'omnipotence du Tout-Puissant, il prient que nous le démontrions au moyen de quelque exemple. Nous répondons à ceux-là qu'effectivement, certains animaux, corruptibles parce que mortels, vivent, pourtant, au milieu du feu »

— Saint Augustin, La cité de Dieu : Si les corps peuvent être éternels dans le feu

### Poèmes
Moins souvent que le phénix ressuscitant de son bûcher, la salamandre fut mentionnée par les poètes pour enrichir leurs textes d'une dimension symbolique. Quevedo cite cet animal dans les sonnets du quatrième livre du Parnasse espagnol :
 

Je rends vrai le phénix dans l'ardente

Flamme, où en renaissant je me rénove,

Et je prouve la virilité du feu,

Et qu'il est père, et qu'il a descendance.

La froide salamandre, qui dément

la note docte, j'ose défendre,

Quand les incendies, que le bois assoiffé,

habite mon cœur, et sans les sentir...

### Moyen Âge et Renaissance
Dans sa Vie, Benvenuto Cellini écrivit qu'alors âgé de cinq ans, il vit un petit reptile semblable à un lézard jouer dans le feu et courut en avertir son père. Celui-ci lui révéla qu'il s'agissait d'une salamandre et lui donna une bonne fessée afin de marquer le jour et la vision dans la mémoire de son fils.

L'abbé Nicolas Pierre Henri de Montfaucon de Villars, dans un célèbre roman, Le comte de Gabalis ou Entretiens sur les sciences occultes, en 1670, décrit les salamandres  : 

« [...] Quant aux salamandres, habitants enflammés de la région du feu, ils servent aux philosophes ; mais ils ne recherchent pas avec empressement leur compagnie ; et leurs filles et femmes se font voir rarement »

— Le comte de Gabalis ou Entretiens sur les sciences occultes p. 45-48.
Selon une citation de Cyrano de Bergerac, la salamandre vit sous les montagnes volcaniques comme l'Etna ou le Vésuve, elle sue de l'huile bouillante et crache de l'eau-forte quand elle s'échauffe ou se bat. Si on pend le corps d'une salamandre à une crémaillère, il fait bouillir et rôtir tout ce que l'on met devant la cheminée. Ses yeux, qui éclairent la nuit comme des soleils et font l'effet d'une lampe perpétuelle.

## Description et attributs

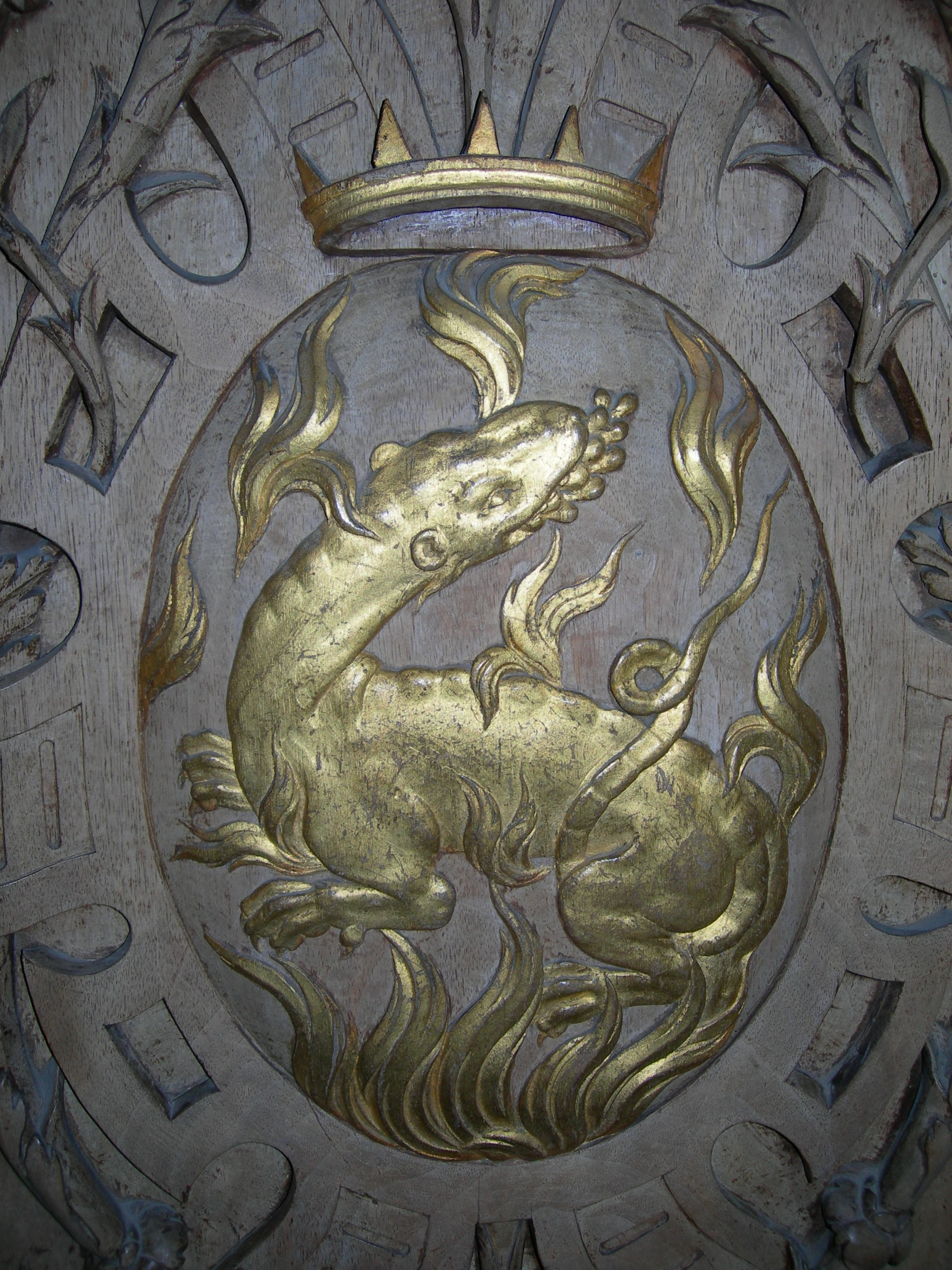
Salamandre dans le château de Fontainebleau, galerie François-Ier.

L'attribut principal de la salamandre est sa capacité à se baigner dans le feu et l'éteindre. Cet animal eut longtemps la réputation d'être totalement insensible aux effets du feu. On lui prêtait aussi le pouvoir de traverser un brasier ou d'être jeté dans les flammes sans subir aucun dommage. Certains affirmaient même que son sang était tellement froid qu'il pouvait éteindre le feu. La salamandre est aussi réputée pour deux attributs principaux : sa peau incorruptible et son venin extrêmement puissant.
Dans le Dictionnaire raisonné et universel des animaux ou le règne animal de 1759, il est expliqué que le hiéroglyphe en forme de salamandre signifie « homme mort de froid », toutefois, ce dictionnaire est antérieur à la découverte de la pierre de Rosette qui permit à Jean-François Champollion de déchiffrer les hiéroglyphes ; il  en existe un montrant une sorte de gecko (Gardiner I11). Au 5e s., Horapollon écrivait dans ses Hieroglyphica : "Voulant signifier un homme qui <n'>est <pas> brûlé par le feu, [les Égyptiens] peignent une salamandre ; car celle-ci <éteint toute flamme>" (2, 62a).
Une fausse missive rédigée au XIIe siècle mentionne qu'un pays lointain produit des vers appelés salamandres : « Les salamandres vivent dans le feu et font des cocons, que les dames des palais dévident et utilisent pour tisser des étoffes et des habits. Pour laver et nettoyer ces étoffes, elles les jettent au feu. » : il s'agit sans doute de la Chine et des vers à soie. Cette thématique se retrouve chez d'autres auteurs, Gossuin de Metz indiquant qu'un tissu fait en poils de salamandre ne peut se consumer, et Guillaume de Tilbury qui explique que même la peau de l'animal ne peut brûler. Ce tissu en soie ou en poils de salamandre pourrait en fait être un textile d'amiante, vendu comme peau de salamandres et constituant ainsi un témoignage irréfutable de l'existence de l'animal. Pline l'Ancien mentionnait déjà des étoffes incorruptibles qui se nettoient dans le feu, de même que Marco Polo, qui précise que « la salamandre est une étoffe, non un animal ». 

### Poison de salamandre
Pline ajoute que la salamandre sécrète le plus puissant de tous les poisons, qui agit par simple contact : en tombant dans un puits, elle peut empoisonner toute l'eau qui s'y trouve et en grimpant dans un arbre fruitier, elle peut aussi empoisonner tous ses fruits. 
Dans le Rosarius, écrit du Xve siècle, le venin est décrit comme une humeur laiteuse que l'animal répand pour se défendre. 
Dans le folklore français, sa respiration suffit pour faire enfler une personne jusqu'à ce que sa peau éclate. En Auvergne, où elle est connue sous le nom de soufflet, souffle ou enfleboeuf, elle est réputée tuer les troupeaux de bovins, et dans le Berry, sa présence suffit à les faire enfler. En Auvergne, la lebraude est un lézard noir et jaune dont la symbolique est proche de celle de la salamandre, réputé ne respirer qu'une fois par jour. Son souffle est empoisonné et, pour s'en débarrasser, il faut l'enfermer pendant vingt-quatre heures dans un espace confiné afin qu'il soit obligé de respirer et qu'il s'empoisonne lui-même. 
Selon Paul Sébillot, au XVIIIe, les Bretons n'osaient pas nommer la salamandre par son nom véritable, craignant que, l'entendant, elle ne vienne leur faire du mal.

## Symbolique de la salamandre

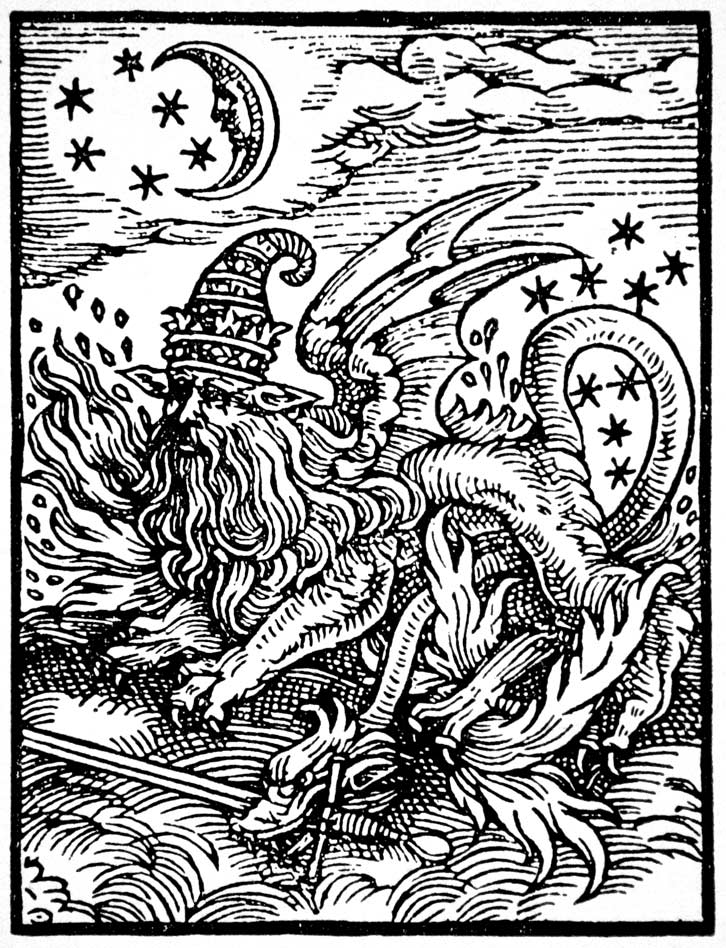
Gravure d'une salamandre selon Paracelse.

### Comparaisons
La salamandre symbolise la foi qui ne peut être détruite. Elle a été comparée au prophète Daniel qui survécut au supplice des lions, mais aussi aux Hébreux qui furent jetés au feu sur ordre de Nabuchodonosor, mais demeurèrent intouchés par les flammes ou encore à l'apôtre Paul.

### Alchimie
En 1613, Michaël Maïer donne une interprétation alchimique de la salamandre : « Qui a déjà vu, autre part que dans les œuvres de l'alchimie, une salamandre, cet animal vivant dans le feu, ou une véritable pyrausta ? [...] Il est difficile que quoi que ce soit de vivant naisse du feu, à part la salamandre philosophique et le phénix qui sort des cendres laissées par le feu. »
Paracelse, quant à lui, comptait sept races de créatures sans âme : les génies des quatre Éléments à forme humaine, mais sans âme ni esprit (inanimata), les géants et les nains sur la terre. La Terre, par génération spontanée, produit des nains qui gardent les trésors sous la montagne ; l'Eau produit les ondines ; le Feu, les salamandres ; l'Air, les elfes. Ensuite viennent les géants et les nains issus de l'air, mais qui vivent sur la terre.
La salamandre était l'esprit élémentaire associé au Feu, comme l'Ondine est celui de l'Eau, le Gnome celuide la Terre, et le Sylphe un esprit de l'Air.
En 1892, dans le roman d'Anatole France La Rôtisserie de la reine Pédauque, un alchimiste affirme avoir établi une relation avec les salamandres.

### Emblématique

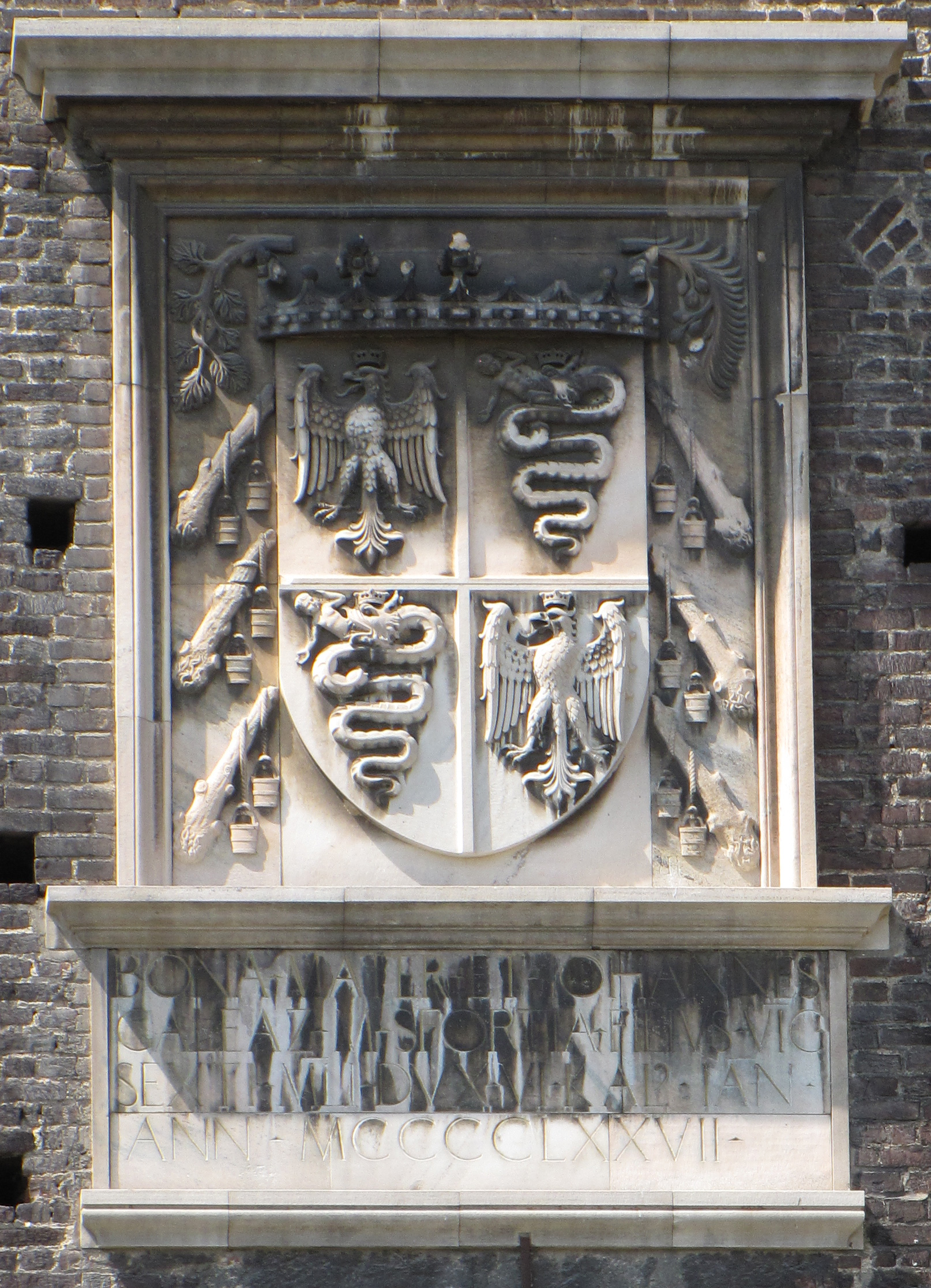
La guivre et les boutefeux milanais, inspiration de François Ier.

La salamandre connaîtra un succès sans précédent sous François Ier, qui l'adopte comme corps de devise avant même son accession au trône. Elle est représentée dans les flammes, crachant des gouttes d'eau. Les mots qui accompagnent cette figure, « Nutrisco et extinguo », « je (m'en) nourris et je (l')éteins », c'est-à-dire « je me nourris de bon feu et j'éteins le mauvais feu », sont en accord avec l'image. Si le sens global est cohérent, aucune interprétation ne fait l'unanimité. On peut voir dans le « bon feu » la foi et l'amour chrétien qui « nourrissent » le souverain, et dans le « mauvais » l'impiété et la sédition qu'il combat sans relâche. Il s'agit probablement une combinaison d'éléments de l'emblématique milanaise, François Ier prétendant à la succession du duché de Milan : la salamandre rappelle la guivre des Viscontis et la cohabitation des flammes et de l'eau rappelle les boutefeux munis de seaux d'eau des Sforzas (voir Nutrisco et extinguo). 

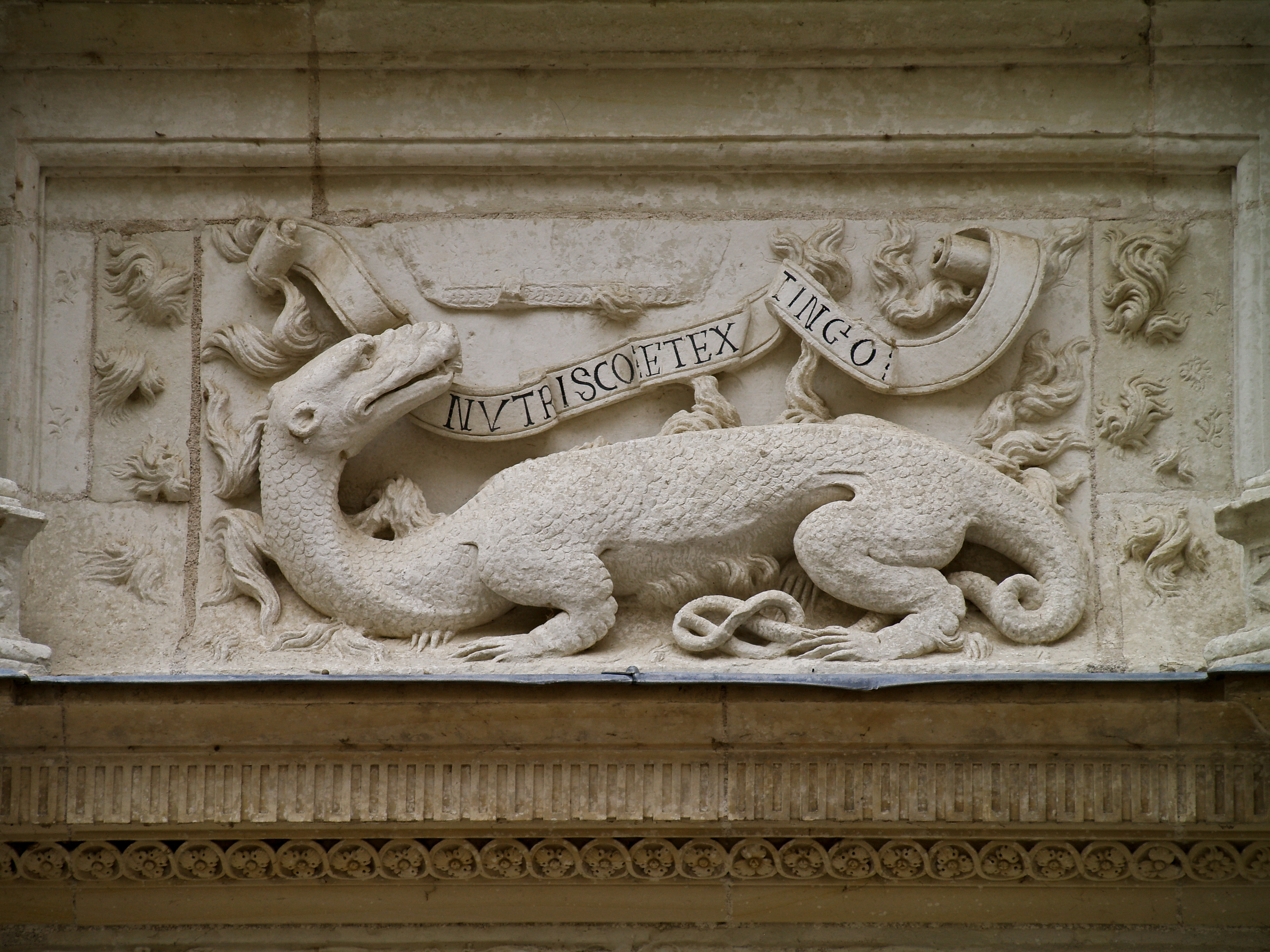
La salamandre de François Ier avec son nœud à double boucle (cordelière en huit symbolisant la concorde) et son mot : « Nutrisco et extinguo » (Château d'Azay-le-Rideau).

Cette formule emblématique sature le décor des palais de François Ier. À Chambord, la salamandre est le plus présent de tous les éléments du répertoire monarchique, devant les lys et les couronnes. Elle est largement associée à l'hermine, animal qui représente Claude de France, épouse de François Ier, reine de France et duchesse souveraine de Bretagne.
François Ier n'a pas l'exclusivité de la salamandre, on la trouve aussi dans les armes de Jobelot de Montureux, en Franche-Comté (de sable, à la salamandre couronnée d'or), Despierres de Brécourt, de Rochepot, en Berry (d'or, à la salamandre de gueules, accompagnée de trois croisettes de sinople). Néanmoins la plupart des blasons comportant une salamandre couronnée, surtout celles de communes, sont une allusion à un rapport avec François Ier.

Le Havre: Armes de la ville.
Armes de Gennes (Maine-et-Loire).
Armes de Sarlat-la-Canéda.
Vitry-le-François.
Blason de Belleville (Rhône).

### Sources primaires
- Nicolas Pierre Henri de Montfaucon de Villars, Le comte de Gabalis ou Entretiens sur les sciences occultes, 1670.